# Dendrobium nummularia
Dendrobium nummularia är en orkidéart som beskrevs av Rudolf Schlechter. Dendrobium nummularia ingår i släktet Dendrobium, och familjen orkidéer. Inga underarter finns listade i Catalogue of Life.